# James LoMenzo
James "JLo" LoMenzo (født 13. januar 1959 i Brooklyn, New York) er en musiker, bedst kendt for sin position som tidligere bassist i bandet Megadeth.

## Diskografi

### Med Rondinelli
- Wardance (Indspillet omkring 1985, udgivet 1996)

### Med White Lion
- Pride (1987)
- Big Game (1989)
- Mane Attraction (1991)
- The Best Of (1992)

### Med Pride & Glory
- Pride & Glory (1994)

### Med Zakk Wylde
- Book of Shadows (1996)

### Med David Lee Roth
- Diamond Dave (2003)

### Med Black Label Society
- The Blessed Hellride  (2003)
- Hangover Music Vol. VI (2004)
- Mafia (2005)

### Med Megadeth
- United Abominations (2007)